# 慶盛駅 (広州地下鉄)
慶盛駅（けいせいえき）は、中華人民共和国広東省広州市南沙区に位置する広州地下鉄4号線の駅である。中国国鉄の慶盛駅との乗換駅である。

## 駅構造
- 相対式ホーム2面2線の高架駅。

## 隣の駅
■広州地下鉄4号線
東涌駅 - 慶盛駅 - 黄閣汽車城駅

## 参考
座標: 北緯22度52分12秒 東経113度29分06秒 / 北緯22.87008度 東経113.48499度